# Rillieux-la-Pape
Pour les articles homonymes, voir Pape.
Rillieux-la-Pape [ʁijø la pap]  est une commune française, située dans la métropole de Lyon, en région Auvergne-Rhône-Alpes. Ses habitants sont appelés les Rilliards.
Cette commune a été formée par la réunion de deux anciennes communes de l'Ain, Rillieux et Crépieux-la-Pape, en 1972. Les « transferts » d'un département à l'autre s'étaient préalablement réalisés en 1968 et incluaient le détachement et l'adjonction à Rillieux, de Vancia, ancien hameau de Miribel dans l'Ain.
Comme la plupart des communes de la première ceinture lyonnaise, Rillieux-la-Pape (alors de façon distincte, Rillieux et Crépieux-la-Pape) a connu une forte poussée démographique durant les années 1960, voyant sa population quasiment multipliée par dix entre 1962 et 1975.

## Géographie

### Localisation
Rillieux-la-Pape est située en banlieue nord-est de Lyon, en bordure de la métropole de Lyon dont elle fait partie. C’est l’une des cinquante-neuf communes qui composent la métropole.

### Communes limitrophes
Les communes limitrophes sont Miribel, Neyron, Cailloux-sur-Fontaines, Caluire-et-Cuire, Fontaines-sur-Saône, Vaulx-en-Velin, Sathonay-Camp et Sathonay-Village.
| Sathonay-Camp    | Sathonay-Village, Cailloux-sur-Fontaines | Miribel (Ain) |
| Caluire-et-Cuire | Rillieux-la-Pape                         | Neyron (Ain)  |
| Caluire-et-Cuire | Vaulx-en-Velin                           | Neyron (Ain)  |

### Géologie et relief
La commune se situe à l'extrémité sud du plateau de la Dombes, dominant la plaine du Rhône de 100 m à 250 m.
Avant l'Ère primaire, le plateau est entièrement immergé sous l'eau. À l'Ère quaternaire, une épaisse couche de glace recouvre le plateau, fondant peu à peu pour laisser place à un sol constitué de graviers et sables pour la partie basse, pisé et blocs erratiques pour la partie haute.
Les travaux entrepris en 1872 pour la construction du fort de Vancia sur la butte du signal du Gras culminant à 326 m d'altitude révèlent la présence de lehm, signe que le terrain était autrefois recouvert d'une étendue d'eau. C'est dans ce lehm que furent découverts une molaire de mammouth laineux et un andouiller de cerf élaphe, cédés aux musées de Lyon par le commandant du génie Klein. Sous le lehm, une grosse quantité de blocs erratiques, dont deux furent placés devant le fort. Le forage du puits du fort, d'une profondeur de 27 m, met au jour des coquilles de gastéropodes, dont le valvata vanciana.

### Hydrographie
Le Rhône et le canal de Miribel délimitent le contour sud de la ville. À noter que le Vieux Rhône coule également sur le territoire communal.

### Climat
Pour des articles plus généraux, voir Climat d'Auvergne-Rhône-Alpes et Climat du Rhône.
En 2010, le climat de la commune est de type climat océanique altéré, selon une étude du Centre national de la recherche scientifique s'appuyant sur une série de données couvrant la période 1971-2000. En 2020, Météo-France publie une typologie des climats de la France métropolitaine dans laquelle la commune est dans une zone de transition entre le climat semi-continental et le climat de montagne et est dans la région climatique Bourgogne, vallée de la Saône, caractérisée par un bon ensoleillement (1 900 h/an), un été chaud (18,5 °C), un air sec au printemps et en été et des vents faibles.
Pour la période 1971-2000, la température annuelle moyenne est de 11,6 °C, avec une amplitude thermique annuelle de 17,8 °C. Le cumul annuel moyen de précipitations est de 842 mm, avec 9 jours de précipitations en janvier et 6,5 jours en juillet. Pour la période 1991-2020, la température moyenne annuelle observée sur la station météorologique de Météo-France la plus proche, « Lyon-Bron », à Bron à 9 km à vol d'oiseau, est de 13,0 °C et le cumul annuel moyen de précipitations est de 820,8 mm,. Pour l'avenir, les paramètres climatiques de la commune estimés pour 2050 selon différents scénarios d'émission de gaz à effet de serre sont consultables sur un site dédié publié par Météo-France en novembre 2022.
| Mois                                  | jan.           | fév.             | mars             | avril           | mai             | juin           | jui.           | août           | sep.            | oct.            | nov.            | déc.             | année      |
| ------------------------------------- | -------------- | ---------------- | ---------------- | --------------- | --------------- | -------------- | -------------- | -------------- | --------------- | --------------- | --------------- | ---------------- | ---------- |
| Température minimale moyenne (°C)     | 1,1            | 1,4              | 4,2              | 7,2             | 11,2            | 15             | 17             | 16,6           | 12,8            | 9,6             | 4,9             | 2                | 8,6        |
| Température moyenne (°C)              | 4,1            | 5,2              | 9                | 12,3            | 16,3            | 20,3           | 22,6           | 22,3           | 17,9            | 13,7            | 8,1             | 4,8              | 13         |
| Température maximale moyenne (°C)     | 7,1            | 9                | 13,8             | 17,4            | 21,5            | 25,6           | 28,2           | 28             | 23,1            | 17,7            | 11,4            | 7,7              | 17,5       |
| Record de froid (°C) date du record   | −23 23.01.1963 | −22,5 14.02.1929 | −10,5 07.03.1971 | −4,4 10.04.1949 | −3,8 01.05.1938 | 2,3 01.06.1959 | 6,1 07.07.1962 | 4,6 25.08.1940 | 0,2 24.09.1928  | −4,5 31.10.1950 | −9,4 30.11.1925 | −24,6 22.12.1938 | −24,6 1938 |
| Record de chaleur (°C) date du record | 19,1 10.01.15  | 21,9 25.02.21    | 26 31.03.21      | 30,1 16.04.1949 | 34,2 16.05.1945 | 38,4 27.06.19  | 40,4 24.07.19  | 41,4 24.08.23  | 35,8 05.09.1949 | 30,6 09.10.23   | 23 02.11.1924   | 20,2 18.12.1989  | 41,4 2023  |
| Ensoleillement (h)                    | 711            | 1 024            | 1 737            | 1 977           | 2 238           | 2 565          | 2 881          | 2 631          | 2 041           | 1 314           | 789             | 587              | 20 495     |
| Précipitations (mm)                   | 49,8           | 41,6             | 49,4             | 68,9            | 80,9            | 74,1           | 67,4           | 65,5           | 82,5            | 99,8            | 87,2            | 53,7             | 820,8      |

### Transports et communication

#### Transports ferroviaires

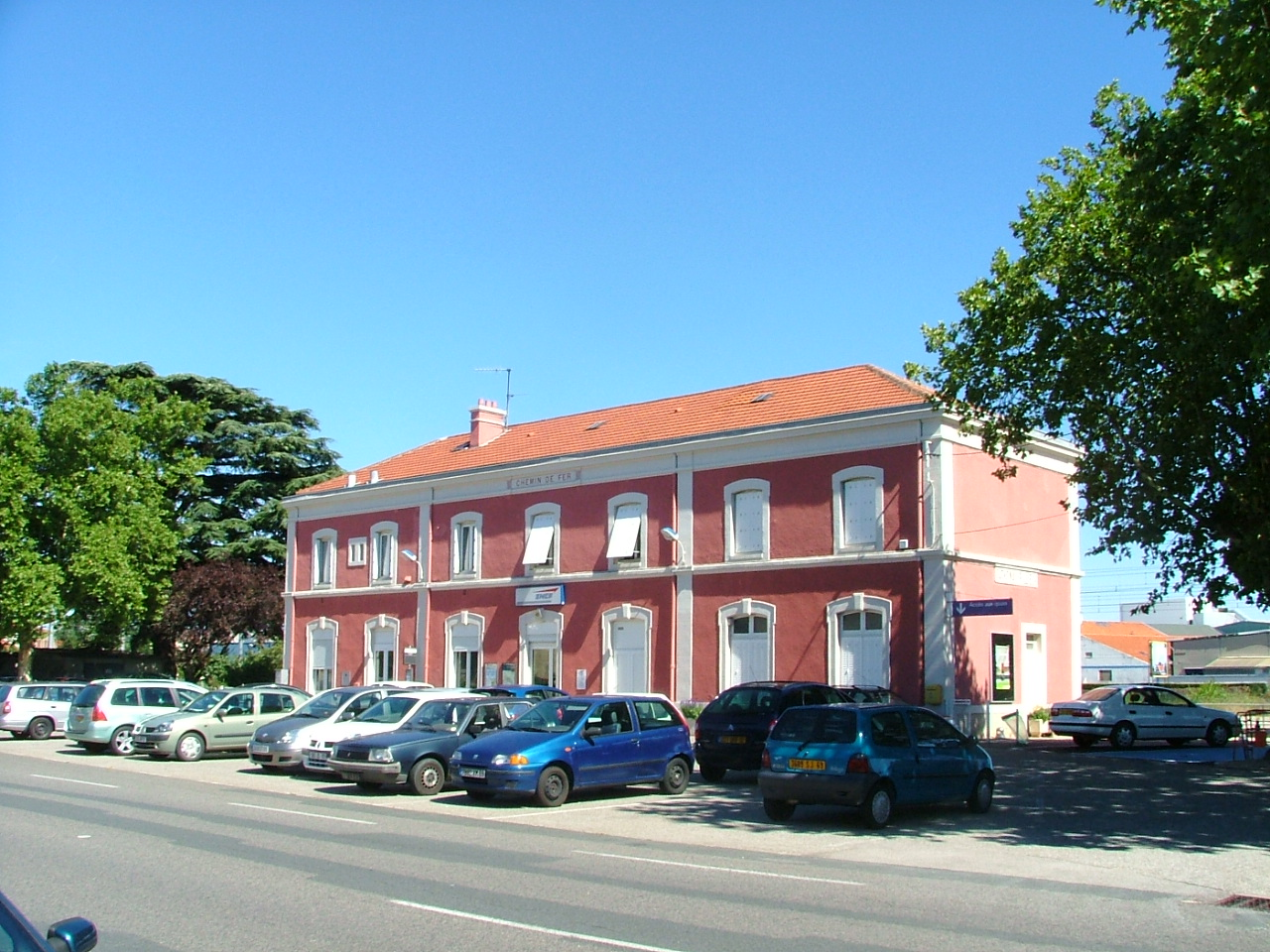
La gare de Sathonay - Rillieux.

Deux gares ferroviaires sont situées sur le territoire communal : la gare de Sathonay - Rillieux desservie par les TER de la ligne Lyon - Bourg-en-Bresse et le départ de ligne désaffectée Lyon-Trévoux, et la halte de Crépieux-La-Pape desservie par les TER de la ligne Lyon - Genève.

#### Transports en commun

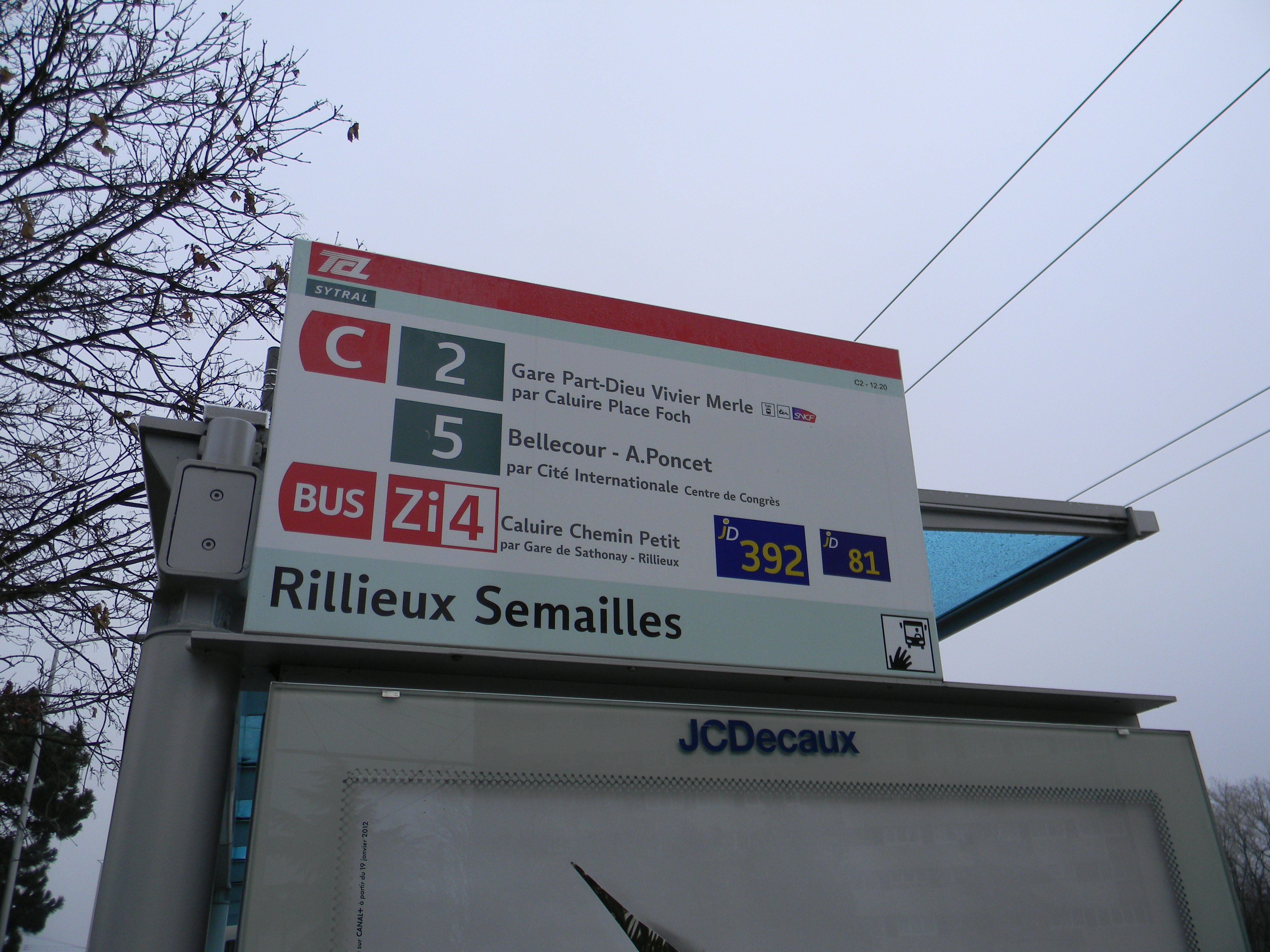
Arrêt Semailles de la ligne C2.

La ville est desservie par les Transports en commun lyonnais, notamment par :* la ligne C2 de trolleybus de Lyon (Gare Part-Dieu-Vivier Merle - Rillieux Semailles) ;
- la ligne C5 du bus de Lyon (Jean Macé - Rillieux Semailles) ;
- la ligne 33 de bus de Lyon (Croix-Rousse - Rillieux Les Alagniers) ;
- la ligne 59 de bus de Lyon (Cordeliers - Vancia Château Bérard) ;
- la ligne N84 de bus de Lyon (Grand Parc Les Sablettes - Rillieux Les Alagniers) (desserte saisonnière);
- la ligne Zi4 de bus de Lyon (Vaulx-en-Velin la Soie - Caluire Chemin Petit) ;
- la ligne S8 de bus de Lyon (La Buissière Viralamande -Rillieux Vancia) ;
- la ligne Ge1 de bus de Lyon (Gare de Crépieux-la-Pape - Rillieux Victor Hugo)
- les lignes A32 et A71 des bus de Lyon (Lyon Pont de la Guillotière R.D. - Crépieux Les Brosses et Bourg-en-Bresse / Dagneux) du réseau Cars Région Ain.

Les transports en commun lyonnais assurent également des transports scolaires grâce à six lignes dites Junior Direct (JD62, JD63, JD81, JD82, JD201 et JD392) desservant les établissements scolaires alentour (collège-lycée Saint-Éxupéry, lycées Albert-Camus et Sermenaz, collège Jean-Baptiste de la Salle et la Cité scolaire internationale de Lyon). La ligne Philibert 1 dessert les collèges de Miribel.

## Urbanisme

### Typologie
Au 1er janvier 2024, Rillieux-la-Pape est catégorisée grand centre urbain, selon la nouvelle grille communale de densité à sept niveaux définie par l'Insee en 2022.
Elle appartient à l'unité urbaine de Lyon, une agglomération inter-départementale regroupant 123  communes, dont elle est une commune de la banlieue,,. Par ailleurs la commune fait partie de l'aire d'attraction de Lyon, dont elle est une commune du pôle principal,. Cette aire, qui regroupe 397 communes, est catégorisée dans les aires de 700 000 habitants ou plus (hors Paris),.

### Occupation des sols
L'occupation des sols de la commune, telle qu'elle ressort de la base de données européenne d’occupation biophysique des sols Corine Land Cover (CLC), est marquée par l'importance des territoires artificialisés (70,5 % en 2018), en augmentation par rapport à 1990 (66,7 %). La répartition détaillée en 2018 est la suivante : zones urbanisées (40,6 %), terres arables (24,4 %), espaces verts artificialisés, non agricoles (17,9 %), zones industrielles ou commerciales et réseaux de communication (12 %), zones agricoles hétérogènes (2,4 %), forêts (1,2 %), eaux continentales (1,2 %), prairies (0,3 %). L'évolution de l’occupation des sols de la commune et de ses infrastructures peut être observée sur les différentes représentations cartographiques du territoire : la carte de Cassini (XVIIIe siècle), la carte d'état-major (1820-1866) et les cartes ou photos aériennes de l'IGN pour la période actuelle (1950 à aujourd'hui).

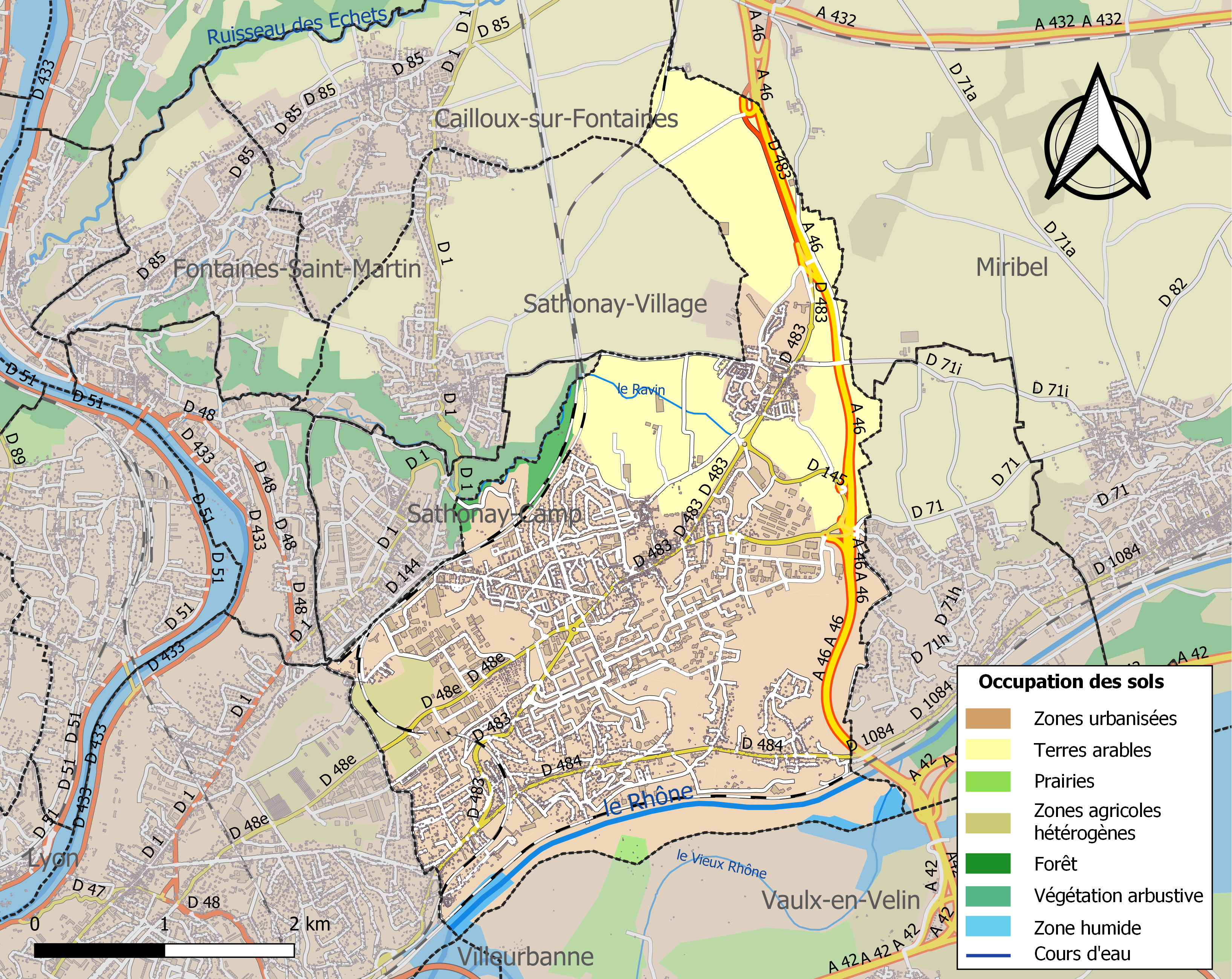
Carte des infrastructures et de l'occupation des sols de la commune en 2018 (CLC).

### Morphologie urbaine

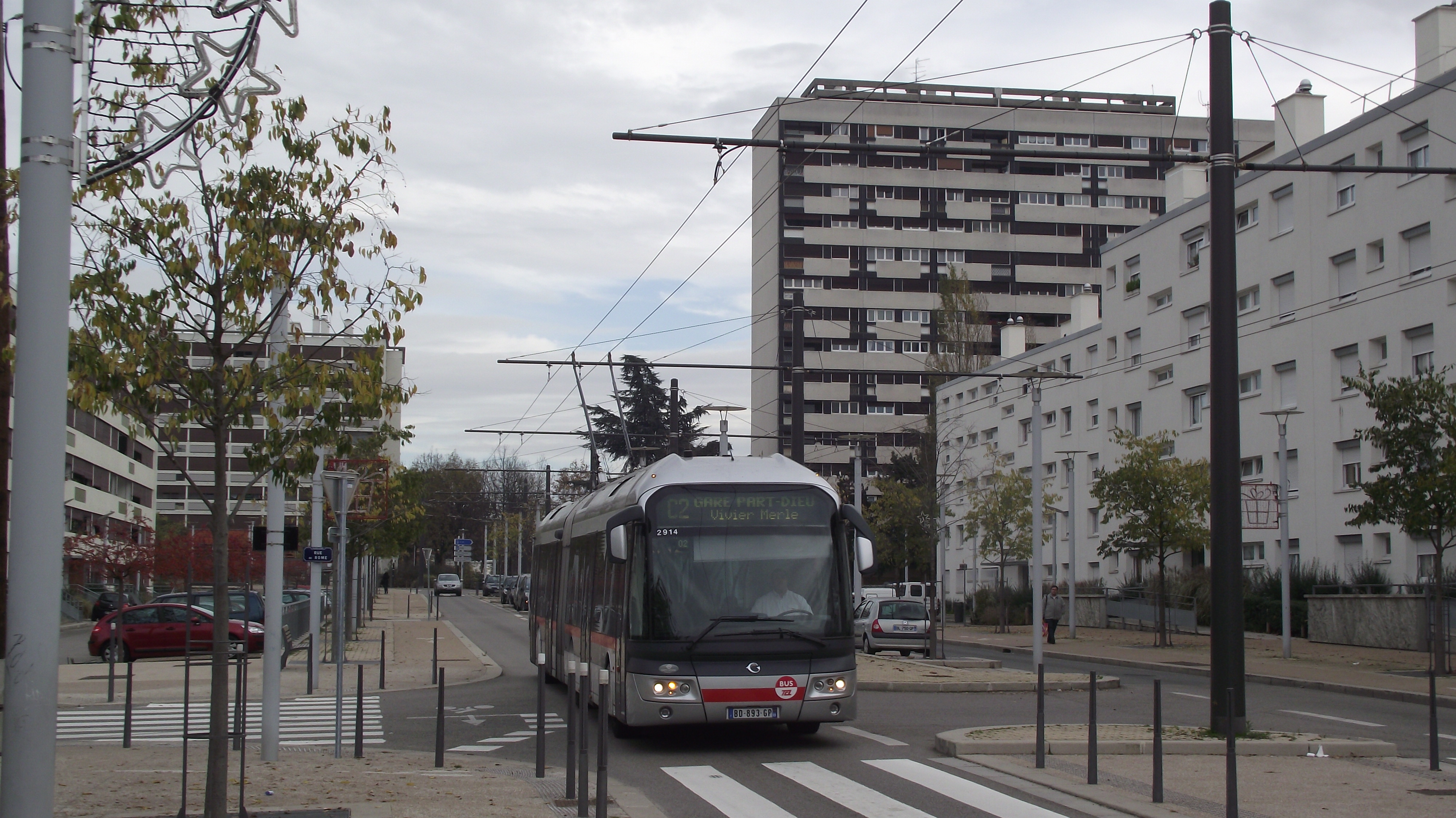
Un bus C2 traversant le quartier des semailles.

Rillieux-la-Pape se compose de dix quartiers : Les Alagniers, Crépieux-ville et Brosses, Europe/Mont-Blanc, Mercières, Loup-Pendu et Victor-Hugo, Piamateur/Semailles, Rillieux-Village, La Roue, Vancia, Velette.

### Logements
En 2008, le nombre de logements de Rillieux-la-Pape était de 11 946. Parmi ces logements, 96,7 % étaient des résidences principales, 0,4 % des résidences secondaires et 2,9 % des logements vacants. Les logements étaient pour 25,7 % des maisons individuelles et 73,4 % des appartements. 40,6 % des habitants sont propriétaires de leur logement et 47,5 % occupent un logement HLM.

### Projets d'aménagement
Les directives du plan local d'urbanisme du Grand Lyon proposent le développement de l'environnement naturel de la ville, le renfort de la cohésion et la mixité sociale, le développement des activités économiques et la prise en compte des risques technologiques.

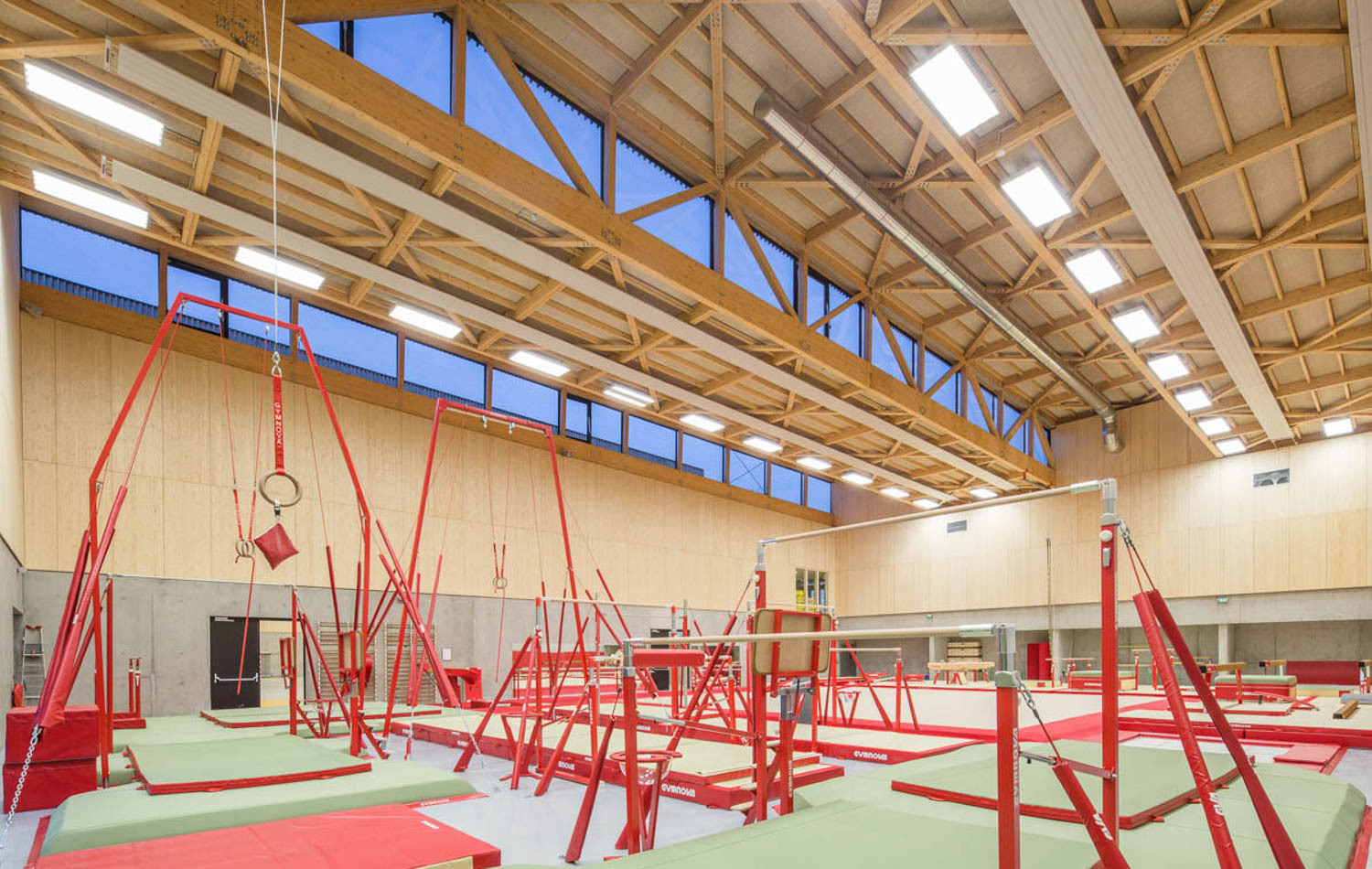
Gymnase Hacine Cherifi

La ville est aussi concernée par le schéma de cohérence territoriale visant à étudier les prévisions en matière d'urbanisme pour 2030 de l'agglomération lyonnaise.
Depuis 2014, la Municipalité a engagé  avec les partenaires un vaste plan de réhabilitation urbaine et entend devenir une vitrine de la rénovation urbaine, alors que la moitié de la population vit en quartier prioritaire.
Le Nouveau programme national de rénovation urbaine permettra fin 2018 de confirmer le vaste plan travaillé avec l'ANRU, les bailleurs et la Métropole dont les montants seront de plusieurs millions d'euros jusqu'en 2026.

## Toponymie

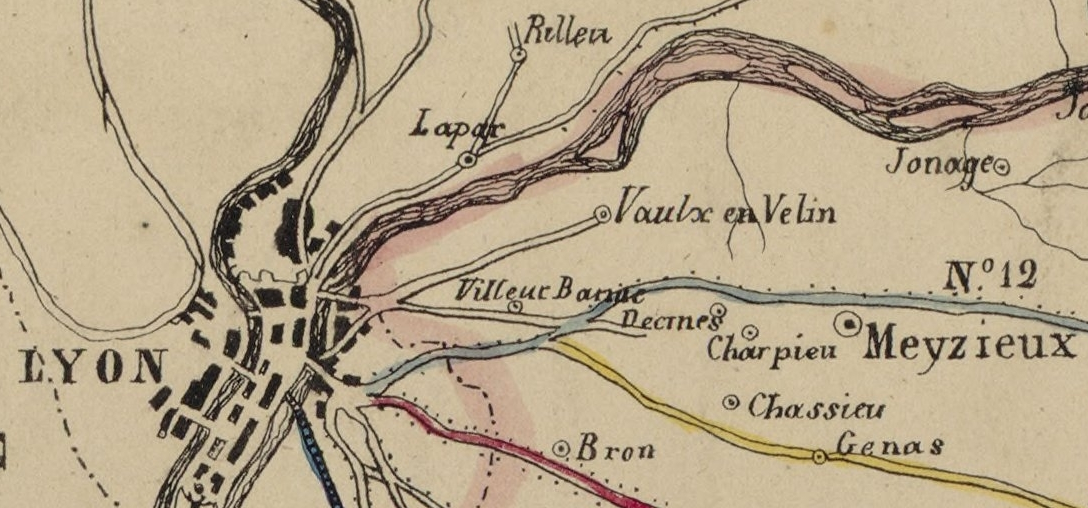
Plan des années 1840 montrant Rillieux orthographié Rilleu.

Le nom ancien de Rillieux est Rilliacum évoque une piste, du latin rilla et du vieux français rille, désignant une trace, un sillon. Rillieux aurait ainsi été situé sur une voie antérieure aux voies romaines.
Le toponyme La-Pape ne vient pas du pape, mais du vieux mot lyonnais poype ou poipe (issu du latin puppia pour puppa, pis de la vache) qui désignait une petite éminence ou une butte fortifiée.

## Histoire

### De l'âge du bronze au bas Moyen Âge
Le territoire communal se trouve à faible distance de l'antique ville de Lugdunum, aujourd'hui Lyon. À ce titre, la voie romaine reliant la ville romaine et Genève passerait par la commune, suivant le tracé du Rhône, sensiblement à flanc de coteau, où vers 1890, des vestiges seraient encore visibles. De substantiels vestiges attestent une présence humaine, notamment à la fin de l'âge du bronze où a été établi un site d'habitat à Vancia et à l'époque gallo-romaine, une villa non-localisée ; des fondations de bâti et des ossements à l'Ermitage, du mobilier (verre et céramique), des artefacts au lieu-dit Ronzère, et enfin des structures à l'époque mérovingienne (four, céramiques) au lieu-dit Les Balmes où se trouve la chapelle Saint-Pierre qui daterait plutôt de la période carolingienne.

### Moyen Âge
Les plus anciennes traces historiques faisant référence à Rillieux-la-Pape datent de Charlemagne, : le prieuré est alors cité sous le nom Religiacum dans un acte de 971 confirmant les privilèges accordés à l'abbaye de l'Île-Barbe. Le prieuré est confié à l'abbaye de l'Île Barbe par le roi Conrad III de Bourgogne en 974 et le pape Lucius III en 1183. Une autre référence datant de 985 est faite à Rialiacus dans un échange entre Hugues, abbé de Savigny et l'abbé Eldebert de l'Île Barbe sur une ferme,. Pierre de Chanoz vend tout ce qu'il possède sur le territoire de Rilleu en 1228 à l'abbaye. En 1235, Humbert II de Montluel vend à l’abbé de l'Île Barbe Guillaume de Jarez tous les droits qu'il avait sur la paroisse de Rilleu. L'abbaye de l'Île Barbe ayant acquis tout le territoire, un différend a lieu en 1326 entre l'abbé et le comte de Savoie au sujet de la juridiction de Rillieu ; un légat du Pape décide que c'est bien à l'abbaye de l'Île Barbe que revient ce droit. Les conclusions de ce traité ne sont toutefois pas respectées et la seigneurie de Miribel exerçait la justice sur ce territoire jusqu'en 1727, date à laquelle la seigneurie de Rillieux nait aux mains de Claude-Paul Javoye. La seigneurie passa de mains en mains jusqu'à Simon-Claude Boulard de Gatellier en 1766, qui est aussi le seigneur de Cuire.

### Révolution
La commune de Rillieu est établie le 1er août 1790, pendant la Révolution : elle est alors placée dans le département de l'Ain en 1791 et une partie des hameaux qui la composaient sont attribués à Caluire. Lors du siège de Lyon en 1793, Rillieux, à l'instar de Caluire, est forcée d'héberger l'armée conventionnelle menée par Dubois-Crancé ; le quartier général est alors établi au château de la Pape. Pendant la guerre de 1814, la commune est occupée par les Autrichiens jusqu'au 9 juin 1814.

### Époque contemporaine

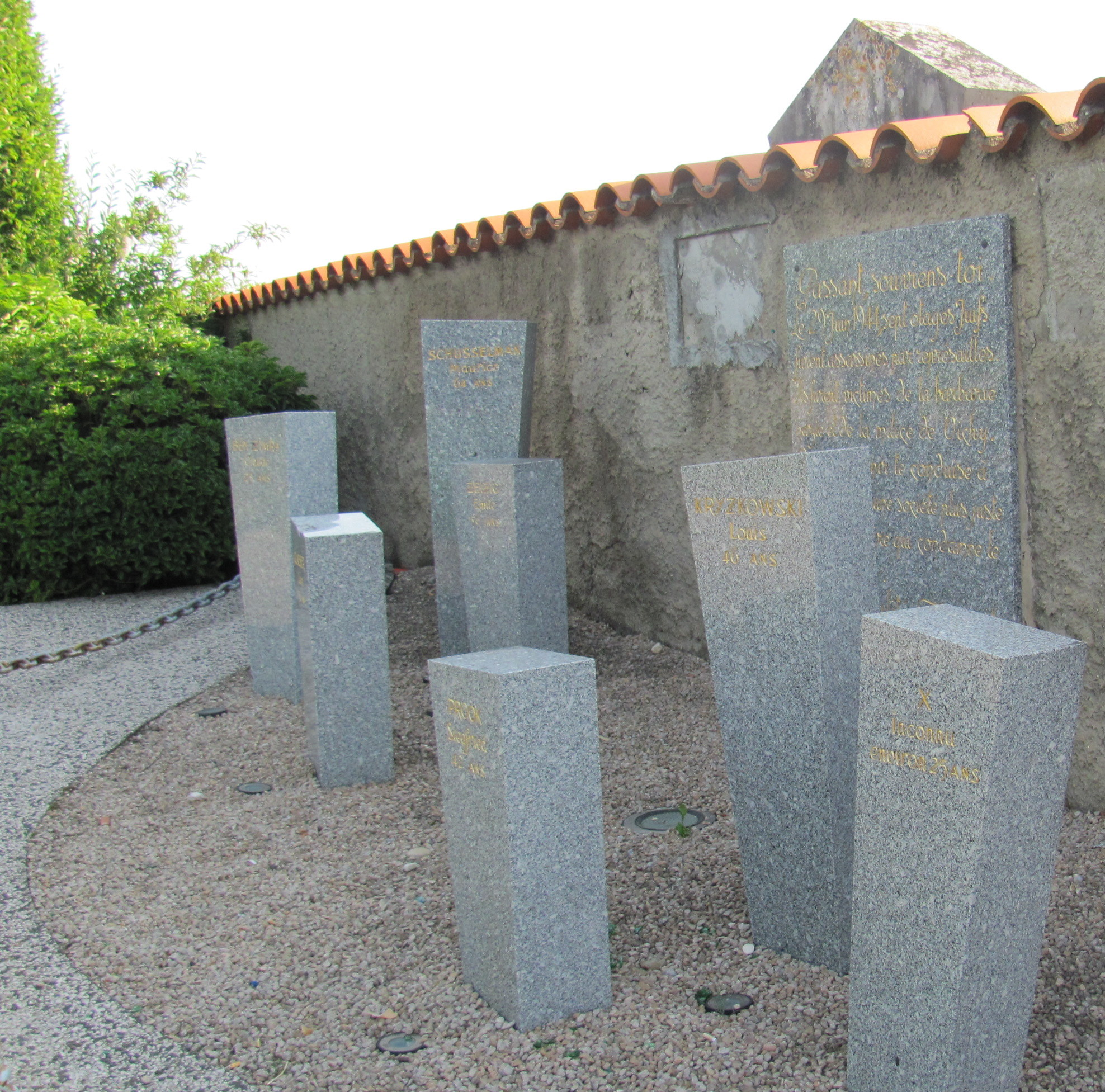
Vue du monument commémoratif de l'exécution des sept Juifs, au cimetière, à Rillieux-la-Pape : chaque stèle commémore une des sept victimes.

L'exécution des sept Juifs au cimetière de Rillieux a valu à Paul Touvier son unique condamnation pour complicité de crimes contre l’humanité ; c'est également le seul crime contre l’humanité retenu par la justice française contre un citoyen français.
La commune annexa le hameau de Vancia précédemment rattaché à Miribel, le 1er janvier 1968.
La commune a été formée le 15 décembre 1972 par la réunion de deux communes, Rillieux et Crépieux-la-Pape. Ces communes faisaient partie de l'Ain jusqu'en 1967, date à laquelle des communes de l'Ain et de l'Isère furent rattachées au Rhône lors de la création de la communauté urbaine du Grand Lyon.
On[Qui ?] doit aussi noter qu'une ancienne famille du Forez a donné son nom à ce domaine : Pierre, seigneur de La Roüe était vivant en 1277.
La réunion de ces deux communes fut une sorte de retour en arrière, car Crépieux-la-Pape n'avait été à l'origine qu'un hameau de Rillieux, mais se développa et en fut détaché pour former une commune distincte en 1927. Quarante-cinq ans plus tard, les deux communes ayant continué à se développer, elles ne formaient plus qu'une seule agglomération à nouveau réunie. C'est notamment la volonté de créer une ZUP à cheval sur Crépieux et Rillieux qui a abouti à cette fusion : la Ville nouvelle de Rillieux a permis l'arrivée de près de 15 000 habitants dans les quartiers de Semailles, les Alagniers, Sermenaz et Mont-Blanc, pour près de 80% dans des logements sociaux.

## Politique et administration

### Tendances politiques et résultats
Les résultats de l'élection présidentielle française de 2007 des Rilliards étaient les suivants :
- le premier tour a vu majoritairement les suffrages se placer sur les deux principaux candidats, en tête Nicolas Sarkozy avec 33,35 % (national : 31,18 %), suivi de Ségolène Royal avec 27,62 % (national : 25,87 %), puis François Bayrou avec 18,86 %, Jean-Marie Le Pen avec 9,6 % et Olivier Besancenot avec 3,46 %, aucun autre candidat ne dépassant 3 % des suffrages ;
- le second tour a vu arriver en tête Nicolas Sarkozy avec 53,7 %, Ségolène Royal totalisant 46,3 % des suffrages.

Les résultats rilliards de l'élection présidentielle française de 2012 sont les suivants :
- le premier tour donne François Hollande à 32,32 %, Nicolas Sarkozy à 26,86 %, Marine Le Pen à 15,83 %, Jean-Luc Mélenchon à 10,93 % et François Bayrou à 8,42 %, les autres candidats ne dépassant pas 3 % des suffrages ;
- le second tour est remporté par François Hollande à 52,95 % et Nicolas Sarkozy à 47,05 %, avec 4,30 % de votes nuls[32].

### Administration municipale
Le nombre d'habitants de la commune dépassant les 30 000 habitants, le nombre de membres du conseil municipal est de 39.

### Liste des maires
Cinq maires se sont succédé depuis 1972 et la création de la commune :

### Liste des conseillers généraux/métropolitains et des députés
| Période                                  | Période       | Identité          | Étiquette | Qualité |
| ---------------------------------------- | ------------- | ----------------- | --------- | ------- |
| Les données manquantes sont à compléter. |               |                   |           |         |
| mars 1969                                | décembre 1973 | Marcel-Yves André | UDF       |         |
| mars 1973                                | décembre 1985 | Michel Brosset    | PS        |         |
| mars 1985                                | décembre 1997 | Marcel-Yves André | UDF       |         |
| décembre 1997                            | décembre 2014 | Renaud Gauquelin  | PS        |         |

| Période                                  | Période       | Identité            | Étiquette               | Qualité |
| ---------------------------------------- | ------------- | ------------------- | ----------------------- | ------- |
| Les données manquantes sont à compléter. |               |                     |                         |         |
| janvier 2016                             | décembre 2023 | Alexandre Vincendet | LR puis HOR             |         |
| juin 2020                                | En cours      | Julien Smati        | DVD                     |         |
| juin 2020                                | En cours      | Catherine Dupuy     | Groupe droite et centre |         |

### Budget et fiscalité

#### Données 2009
| Taxe                                                | Part communale | Part départementale | Part régionale |
| --------------------------------------------------- | -------------- | ------------------- | -------------- |
| Taxe d'habitation (TH)                              | 19,95 %        | 6,37 %              | 0,00 %         |
| Taxe professionnelle (TP)                           | inconnue       | 7,57 %              | 2,49 %         |
| Taxe foncière sur les propriétés bâties (TFPB)      | 17,45 %        | 6,09 %              | 2,12 %         |
| Taxe foncière sur les propriétés non bâties (TFPNB) | 47,10 %        | 10,96 %             | 5,28 %         |

La taxe professionnelle est remplacée en 2010 par la cotisation foncière des entreprises (CFE) portant sur la valeur locative des biens immobiliers et par la contribution sur la valeur ajoutée des entreprises (CVAE), les deux formant la contribution économique territoriale (CET) qui est un impôt local instauré par la loi de finances pour 2010.

### Écologie et recyclage
Rillieux-la-Pape fait partie des seize communes du Grand Lyon à disposer d'une déchèterie. La commune est aussi dotée de 66 silos à verre.
Une usine d'incinération des ordures ménagères gérée par Valorly, filiale de Suez Environnement, est implantée en bordure de la ville ; elle permet de convertir en électricité et en chaleur les déchets ménagers de la région lyonnaise.
Quatre points de collecte de textiles usagés sont à disposition des rilliards.
L'usine Onyx de Rillieux-la-Pape est également spécialisée dans le tri des déchets pour plusieurs communes du Grand Lyon.

### Jumelages

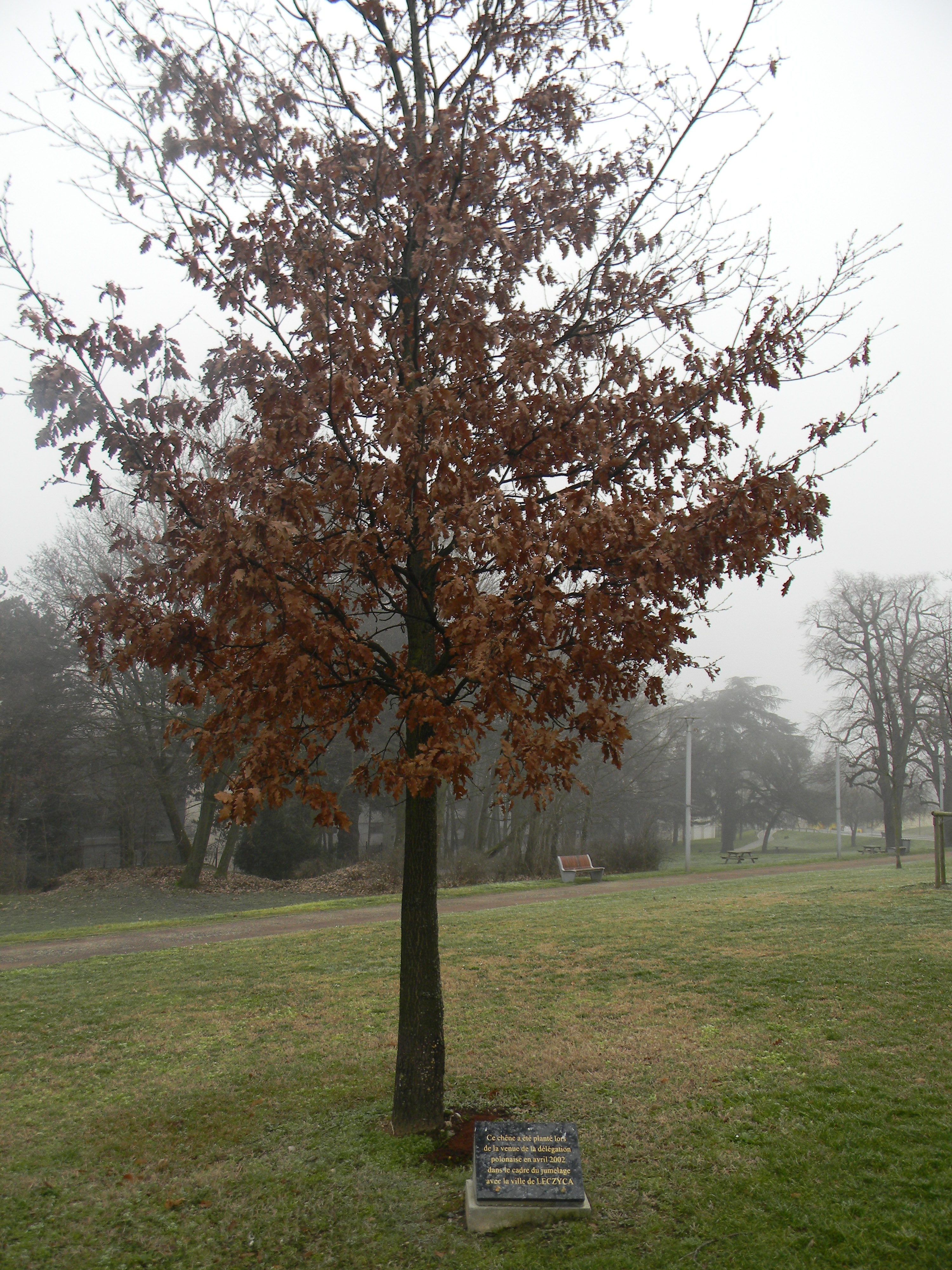
Chêne planté devant la mairie lors du jumelage avec la Pologne en 2002.

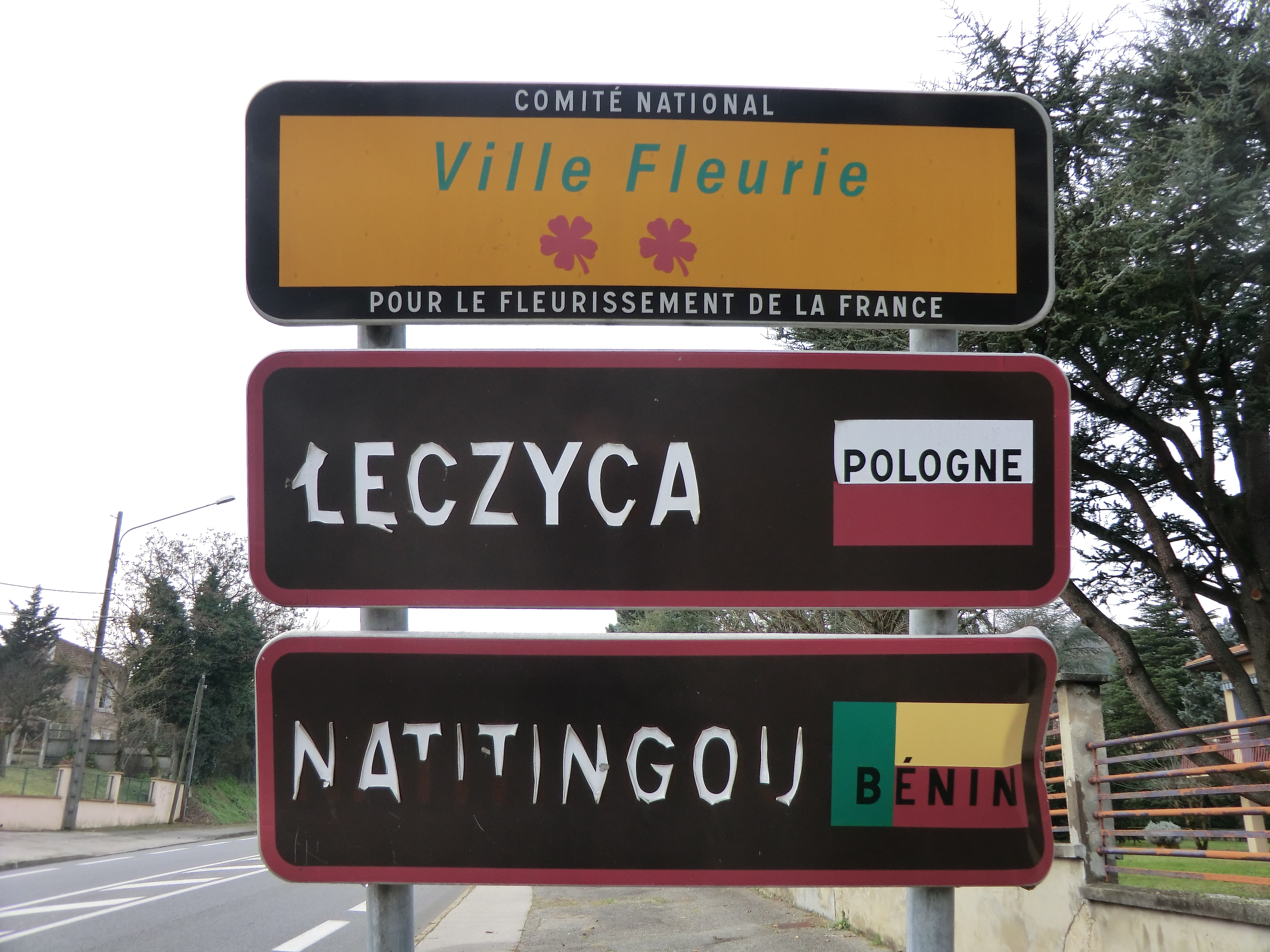
Panneau d'entrée dans Rillieux-la-Pape (depuis Neyron), indiquant les deux jumelages ainsi que le nombre de fleurs au concours des villes et villages fleuris.

Rillieux-la-Pape est jumelée avec  Łęczyca (Pologne) depuis 1999, et  Ditzingen (Allemagne) depuis 2010.
Par ailleurs, un contrat de partenariat, dans le domaine de l'appui au développement, a été signé en 1994 avec la commune de Natitingou au Bénin.

## Population et société

### Démographie

#### Évolution démographique
L'évolution du nombre d'habitants est connue à travers les recensements de la population effectués dans la commune depuis 1793. Pour les communes de plus de 10 000 habitants les recensements ont lieu chaque année à la suite d'une enquête par sondage auprès d'un échantillon d'adresses représentant 8 % de leurs logements, contrairement aux autres communes qui ont un recensement réel tous les cinq ans,.

En 2022, la commune comptait 31 479 habitants, en évolution de +5,33 % par rapport à 2016 (Rhône : +3,93 %, France hors Mayotte : +2,11 %).
| 1793 | 1800 | 1806 | 1821 | 1831 | 1836 | 1841 | 1846  | 1851  |
| ---- | ---- | ---- | ---- | ---- | ---- | ---- | ----- | ----- |
| 922  | 686  | 750  | 808  | 958  | 890  | 943  | 1 061 | 1 116 |

| 1856  | 1861  | 1866  | 1872  | 1876  | 1881  | 1886  | 1891  | 1896  |
| ----- | ----- | ----- | ----- | ----- | ----- | ----- | ----- | ----- |
| 1 113 | 1 174 | 1 294 | 1 314 | 1 337 | 1 267 | 1 440 | 1 414 | 1 406 |

| 1901  | 1906  | 1911  | 1921  | 1926  | 1931  | 1936  | 1946  | 1954  |
| ----- | ----- | ----- | ----- | ----- | ----- | ----- | ----- | ----- |
| 1 520 | 1 568 | 1 608 | 1 684 | 2 230 | 1 602 | 1 555 | 1 458 | 1 560 |

| 1962  | 1968  | 1975   | 1982   | 1990   | 1999   | 2006   | 2011   | 2016   |
| ----- | ----- | ------ | ------ | ------ | ------ | ------ | ------ | ------ |
| 3 281 | 9 591 | 30 894 | 31 560 | 30 791 | 28 367 | 29 562 | 29 966 | 29 885 |

| 2021   | 2022   | - | - | - | - | - | - | - |
| ------ | ------ | - | - | - | - | - | - | - |
| 31 247 | 31 479 | - | - | - | - | - | - | - |

#### Pyramide des âges
La population de la commune est relativement jeune.
En 2018, le taux de personnes d'un âge inférieur à 30 ans s'élève à 41,3 %, soit au-dessus de la moyenne départementale (40,2 %). À l'inverse, le taux de personnes d'âge supérieur à 60 ans est de 21,6 % la même année, alors qu'il est de 21,9 % au niveau départemental.
En 2018, la commune comptait 14 313 hommes pour 16 097 femmes, soit un taux de 52,93 % de femmes, légèrement supérieur au taux départemental (51,92 %).
Les pyramides des âges de la commune et du département s'établissent comme suit.
| Hommes | Classe d’âge | Femmes |
| ------ | ------------ | ------ |
| 0,6    | 90 ou +      | 1,1    |
| 5,9    | 75-89 ans    | 8,1    |
| 12,4   | 60-74 ans    | 14,7   |
| 20,4   | 45-59 ans    | 18,5   |
| 17,0   | 30-44 ans    | 18,4   |
| 18,6   | 15-29 ans    | 17,5   |
| 25,2   | 0-14 ans     | 21,6   |

| Hommes | Classe d’âge | Femmes |
| ------ | ------------ | ------ |
| 0,7    | 90 ou +      | 1,7    |
| 6,2    | 75-89 ans    | 8,4    |
| 13     | 60-74 ans    | 14,2   |
| 18,4   | 45-59 ans    | 17,7   |
| 20,3   | 30-44 ans    | 19,5   |
| 21,8   | 15-29 ans    | 21,1   |
| 19,6   | 0-14 ans     | 17,4   |

### Enseignement
Rillieux-la-Pape est située dans l'académie de Lyon.
Plusieurs établissements scolaires sont implantés sur le territoire communal : groupes scolaires, collèges (Paul-Émile-Victor, Maria-Casarès et Saint-Charles), Lycée polyvalent Camus-Sermenaz, ou d'enseignement professionnel (Georges-Lamarque, Saint-Charles).

### Manifestations culturelles et festivités

La médiathèque L'Échappée.

La ville abrite la MJC Ô TOTEM et sa salle de concert qui propose des activités artistiques, le centre chorégraphique national sous la direction artistique de Yuval Pick depuis 2011(précédé par Maguy Marin)
En 2021, L'Échappée prend la suite de l'Espace Baudelaire (médiathèque). Il y a aussi des activités culturelles comme le théâtre et des cours d'instrument de musique et de chant, des cours de flamenco et d'autres.
En 2021, la ville lance un appel à projets afin de devenir un haut lieu de l'art urbain dans la Métropole de Lyon. C'est l'association Spacejunk qui l'emporte et crée le « Street Art Rillieux », projet qui comprend un parcours de fresques dans la ville, un festival annuel en octobre et un lieu d'exposition immersif.

### Internet
Un « nœud de raccordement abonnés » (NRA) est implanté dans la ville pour relier à l'Internet à haut débit les communes de Rillieux-la-Pape, Neyron, Miribel et Les Échets.

### Sports
Le centre sportif du Loup Pendu permet la pratique de la natation, du rugby, dont il abrite le club le RCR (Rugby Club de Rillieux) qui accède en 2018, l'année des cinquante ans du Club, à la montée en Fédérale 2. La commune propose d'autres activités sportives comme le judo, le taekwondo, le karaté, le tir à air comprimé, la danse, le tennis de table, l'athlétisme, le tennis, le badminton et l'escrime. Un club de basketball et de football y sont aussi ancrés.

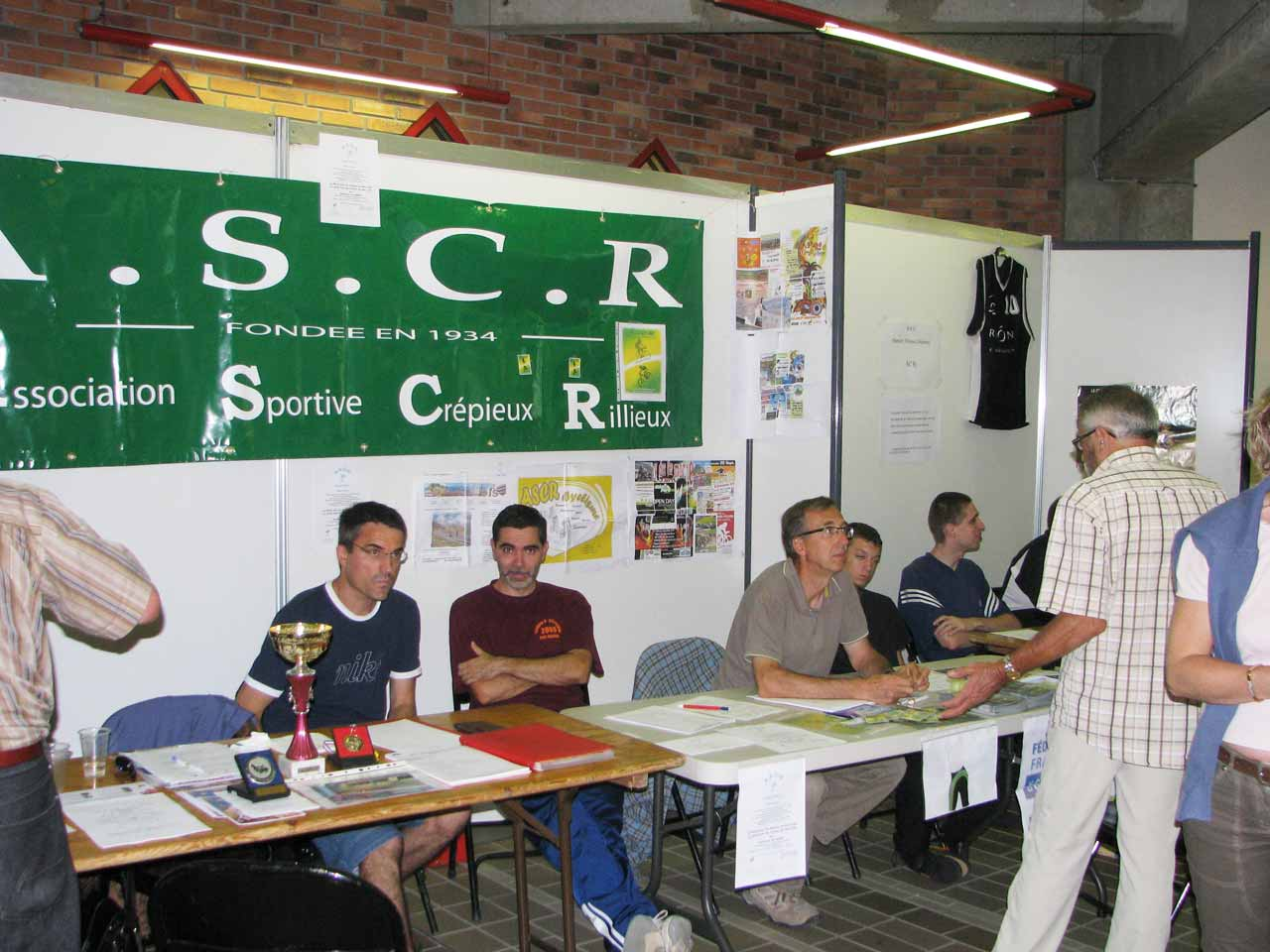
Association Sportive de Crépieux-Rillieux ASCR.

Plusieurs associations rassemblant diverses sections sportives sont implantées au sein de la ville, comme l'Association Sportive de Crépieux-Rillieux (ASCR), qui regroupe le tir à air comprimé, la gymnastique, le cyclisme et le handball.
De nombreux équipements sportifs sont à disposition, parmi lesquels cinq gymnases, six stades, quatre salles de musculation, un dojo, cinq boulodromes dont un couvert et un skatepark.
Centre aquatique : en 2017, la SemOp du Loup Pendu (51 % par OPALIA et à 49 % par la ville de Rillieux-la-Pape), première fois qu'une SemOp est créée en France pour la construction et l'exploitation d’un centre aquatique qui ouvrira à l'automne 2019.

### Médias
Le magazine Mix’Cité, édité par la municipalité entre janvier 2012 et mars 2014. En 2014, le journal municipal prend le nom de Le Rilliard.
La radio Lyon Première, fondée en juin 1983 par Michel Blanc sous le nom de Radio Arc-en-Ciel était basée à Rillieux-la-Pape.
En 2014, la commune de Rillieux-la-Pape a été récompensée par le label « Ville Internet @@@ » pour la troisième année consécutive.

### Santé

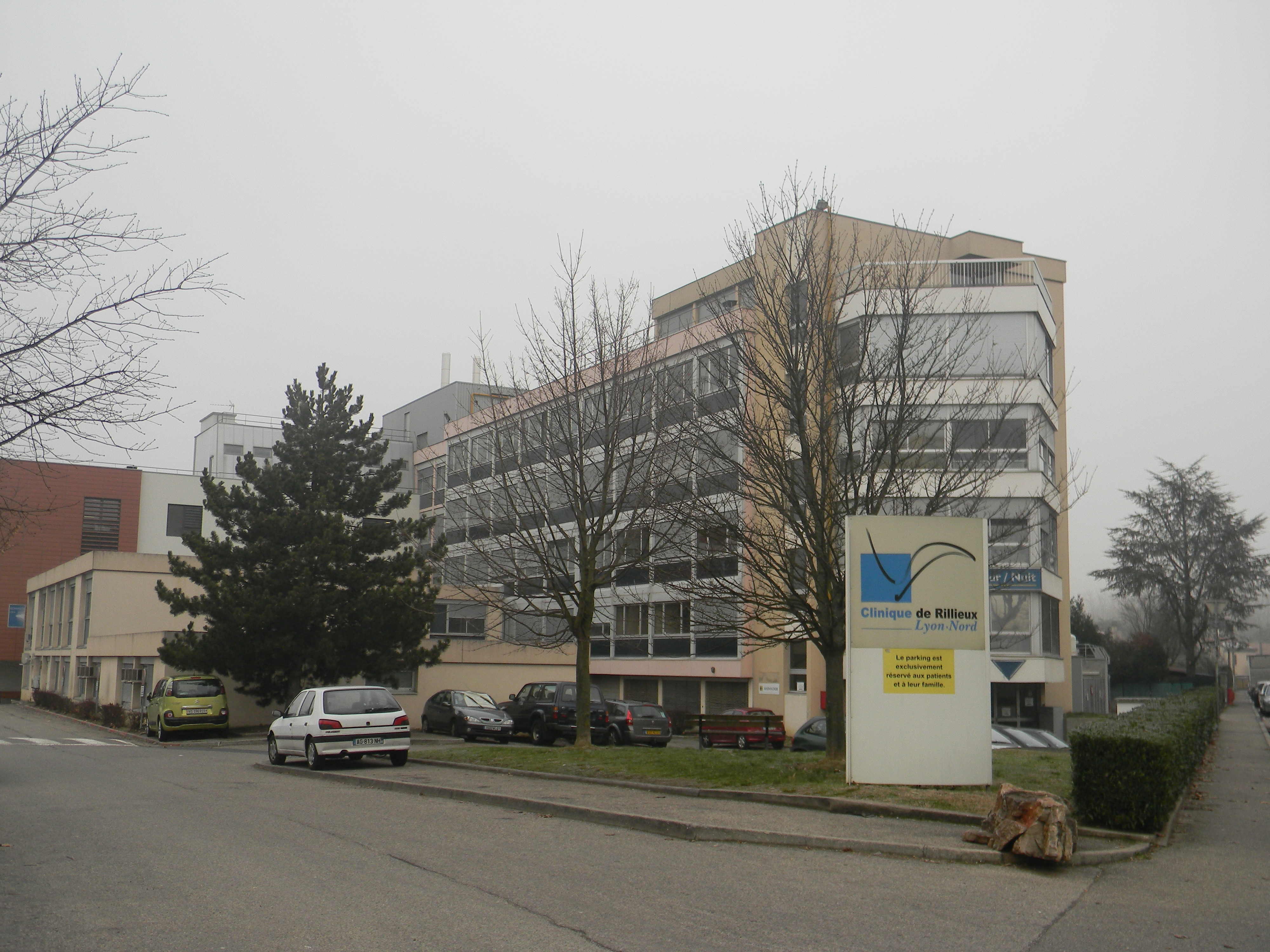
La polyclinique de Rillieux.

La polyclinique Lyon-Nord de Rillieux, créée en 1969, est un établissement privé d'une capacité de 201 lits[réf. nécessaire].

### Cultes
Les Rilliards disposent de lieux de culte catholique, israélite, musulman et protestant.
Il existe trois associations culturelles et cultuelles musulmanes dont la grande mosquée de Rillieux-la-Pape.
Plusieurs édifices catholiques se trouvent sur le territoire de la commune :
- l'église Saint-Pierre-Chanel dans la Ville Nouvelle, qui accueille des messes ;
- l'église Saint-Denis de Rillieux qui accueille également des messes ;
- l'église Saint-Pierre de Vancia ;
- à Vancia, se trouve une petite chapelle dans le cimetière ;
- à Crépieux-la-Pape, la chapelle de la Buissière (qui accueille régulièrement des expositions artistiques) ainsi que l'église Saint-Jean-Marie-Vianney.

Le centre communautaire juif Ysmah-Moché a été inauguré le 29 février 1976.
Il existe un carré musulman dans le cimetière inter-communautaire.
L'Assemblée Chrétienne de Rillieux des Églises évangéliques assure le culte protestant.

## Économie

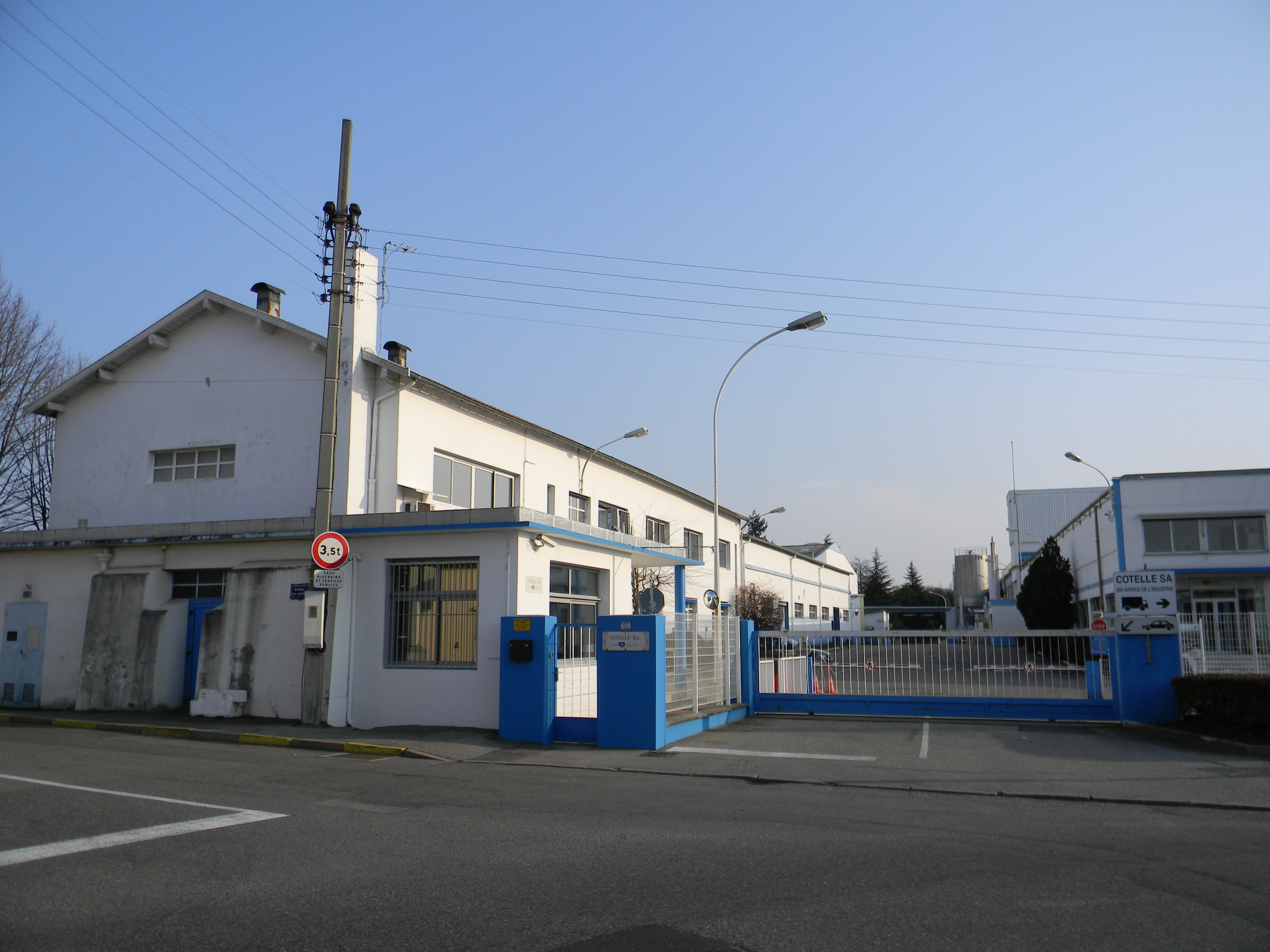
L'entreprise Cotelle.

Rillieux-la-Pape reste à vocation agricole jusqu'en 1960, date du début des constructions de la ville nouvelle occupant les terrains agricoles. Plus de deux-cents exploitations agricoles furent dénombrées avant cette date.
La « société des courses de Rillieux-Sathonay » est fondée en 1911 par Maurice Gellerat sur le lieu-dit du « Loup-Pendu », donnant son nom à l'hippodrome. Dans les années 1930, la société des courses eut des problèmes financiers et la « société des courses de Lyon » prit le contrôle de celle-ci en 1936 et l'intitulera désormais « société hippique de Rillieux-Sathonay ». En 1965, Lyon désire créer un grand hippodrome ; des études sont menées pour agrandir celui de Rillieux, mais le Préfet du Rhône s'y oppose car Rillieux n'est pas encore rattachée au département du Rhône. Décision fut prise de construire l'hippodrome de Parilly ; pour se souvenir de l'hippodrome de Rillieux, deux platanes sont transférés dans le nouvel hippodrome et deux noms de prix disputés lui rendent hommage: les prix « Rillieux-Sathonay » et « Loup-Pendu ». Le terrain est aujourd’hui occupé par le centre nautique inauguré le 24 avril 1976 (voir rubrique Sports pour nouveau centre aquatique 2019).
La ville possédait une antenne de la Chambre de commerce et d'industrie de Lyon jusqu'en 2018, désormais rattaché à Limonest mais avec des permanences assurées à la Pépinière Cap Nord.

### Entreprises
En 1846 s'installe une entreprise de tuiles prospérant jusqu'en 1888, donnant à un quartier de la ville le nom de « la Tuilerie ».
Rillieux-la-Pape et les communes limitrophes étant réputées pour leur activité maraichère, et notamment la culture du chou destiné à la fabrication de choucroute, une choucrouterie coopérative de 3 000 m2 voit le jour dans la ville le 22 septembre 1907. L'entreprise employait 30 personnes pour une production annuelle de 1 500 t, avec un rendement de 100 kg de choucroute pour 200 kg de choux. La choucroute était stockée dans des tonneaux en bois d'aulne, fabriqués sur place, et vendue en France sous l’appellation « Choucroute de Rillieux ». Cette coopérative fonctionna jusqu'en 1960 puis quitta Rillieux pour Les Échets en 1977, cédant ses locaux au centre technique municipal.
L'entreprise Javel-Cotelle-Croix, spécialisée dans la production et la vente d'eau de Javel, savon, lessive et soude, s'installe à Rillieux-la-Pape au début du XXe siècle, employant 120 personnes pour un chiffre d'affaires de 24 000 000 francs en 1933. L'établissement devient propriété du groupe Lesieur en 1967 puis Colgate-Palmolive en 1988.

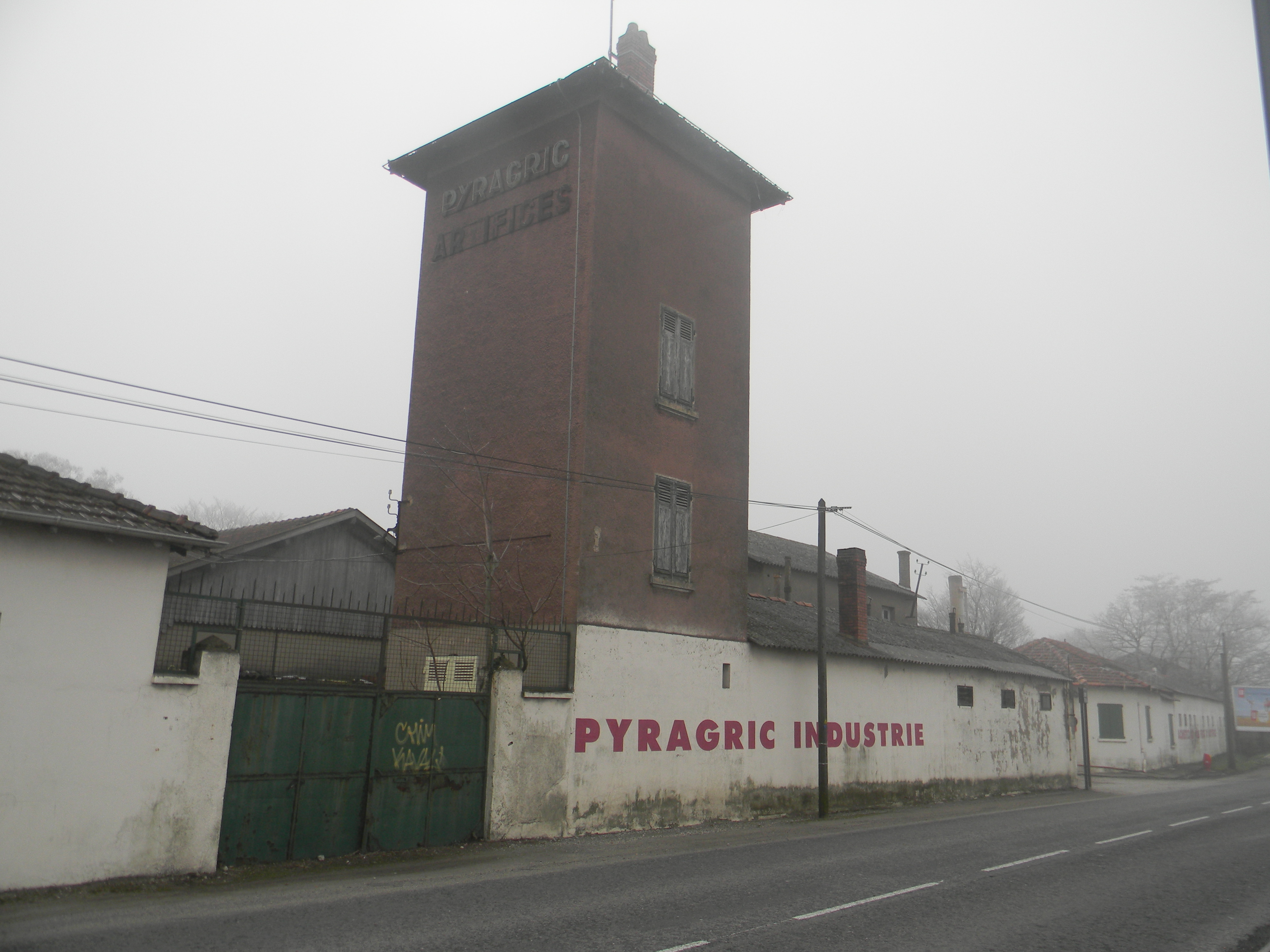
L'entreprise Pyragric.

Pyragric créée en 1935 par Paul Gruaz et Paul Morin, voit le jour à Rillieux-la-Pape du fait de la proximité des usines de produits chimiques et des voies de communication. Elle comporte trois sections :
- une section de jouets pyrotechniques ;
- une section agricole produisant des insecticides pyrotechniques et des noyaux d'iodure d'argent destiné à l'ensemencement des nuages ;
- une section industrielle fabriquant des extincteurs pyrotechniques et des fumigènes destinés aux études aérodynamiques, telle l'aérodynamique automobile.

Le siège et les usines de l'entreprise Majorette, spécialiste des engins miniatures, se situaient à Rillieux-la-Pape ; le site fermera en 2001.
L'entreprise Lejaby, fabriquant des sous-vêtements, a eu son siège dans la commune jusqu'en 2017, désormais dans la commune voisine de Caluire.
La commune abrite aussi l'entreprise Veolia Propreté et partage avec Caluire-et-Cuire et Sathonay-Camp la zone industrielle Perica
En 2011, la société Gravotech, leader mondial du marquage, avec ses marques Gravograph, Technifor, vision numéric et Propen forte de plus de 25 filiales et 300 distributeurs à travers le monde installe son siège social dans la zone urbaine Perica.
La commune de Rillieux-la-Pape abrite également depuis quelques années une Zone Franche Urbaine (ZFU, voir Zone urbaine sensible) permettant ainsi de développer l'économie et l'emploi dans la ville.
Après le rachat de 20 hectares par la Ville des anciens terrains militaires d'Ostérode en 2014, une offre de locaux en bail précaire a permis l'implantation de soixante TPE et entreprises artisanales permettant la création de 250 emplois.
En 2016, la Municipalité remporte le Trophée du Développement Économique des villes du Rhône et de la Métropole du Grand Lyon décerné par l'AMF pour cette initiative de redynamisation économique.
En 2020, le programme d'Ostérode lance sur près de 15 ha une offre moderne de zone d'activités économiques et hôtelières, véritable porte d'entrée nord de la Métropole.

### Emploi
La population âgée de 15 à 64 ans en 2008 s'élevait à 18 845 personnes parmi lesquelles on dénombre 59,2 % d'actifs ayant un emploi et 10,7 % au chômage. Le taux d'étudiants dans cette tranche d'âge est de 12,1 % et 6,8 % sont retraités.
La commune accueille une agence du Pôle emploi ainsi qu'une antenne de la Mission Locale avec depuis 2018 le siège de la Mission Locale du Plateau Nord Val de Saône.

### Population active
Répartition de la population active par catégories socioprofessionnelles (recensement de 2008)
|                              | Agriculteurs | Artisans, commerçants, chefs d'entreprise | Cadres, professions intellectuelles | Professions intermédiaires | Employés | Ouvriers |
| ---------------------------- | ------------ | ----------------------------------------- | ----------------------------------- | -------------------------- | -------- | -------- |
| Rillieux-la-Pape             | 0,1 %        | 4,6 %                                     | 16,6 %                              | 28,9 %                     | 27,6 %   | 22,2 %   |
| Moyenne nationale            | 1,71 %       | 5,57 %                                    | 14,84 %                             | 24,02 %                    | 29,02 %  | 23,86 %  |
| Sources des données : INSEE. |              |                                           |                                     |                            |          |          |

## Culture locale et patrimoine

### Lieux et monuments
La commune possède des lieux d'intérêt comme le fort de Vancia, la mairie installée dans le château Ranvier, le mémorial de la Paix (parc Brosset), les églises Saint-Denis de Rillieux ainsi que Saint-Pierre de Vancia, la chapelle de la Buissière réhabilitée devenue lieu culturel et quatre cimetières : à Rillieux-Village, Crépieux-la-Pape, Vancia plus le cimetière communautaire du Grand Lyon. La partie basse de la commune est aussi traversée par les Sarrasinières reliant Neyron à Lyon.
- Le Fort de Vancia, construit entre 1872 et 1878, fait partie de la deuxième ceinture fortifiée de Lyon, bâti selon le système Séré de Rivières.

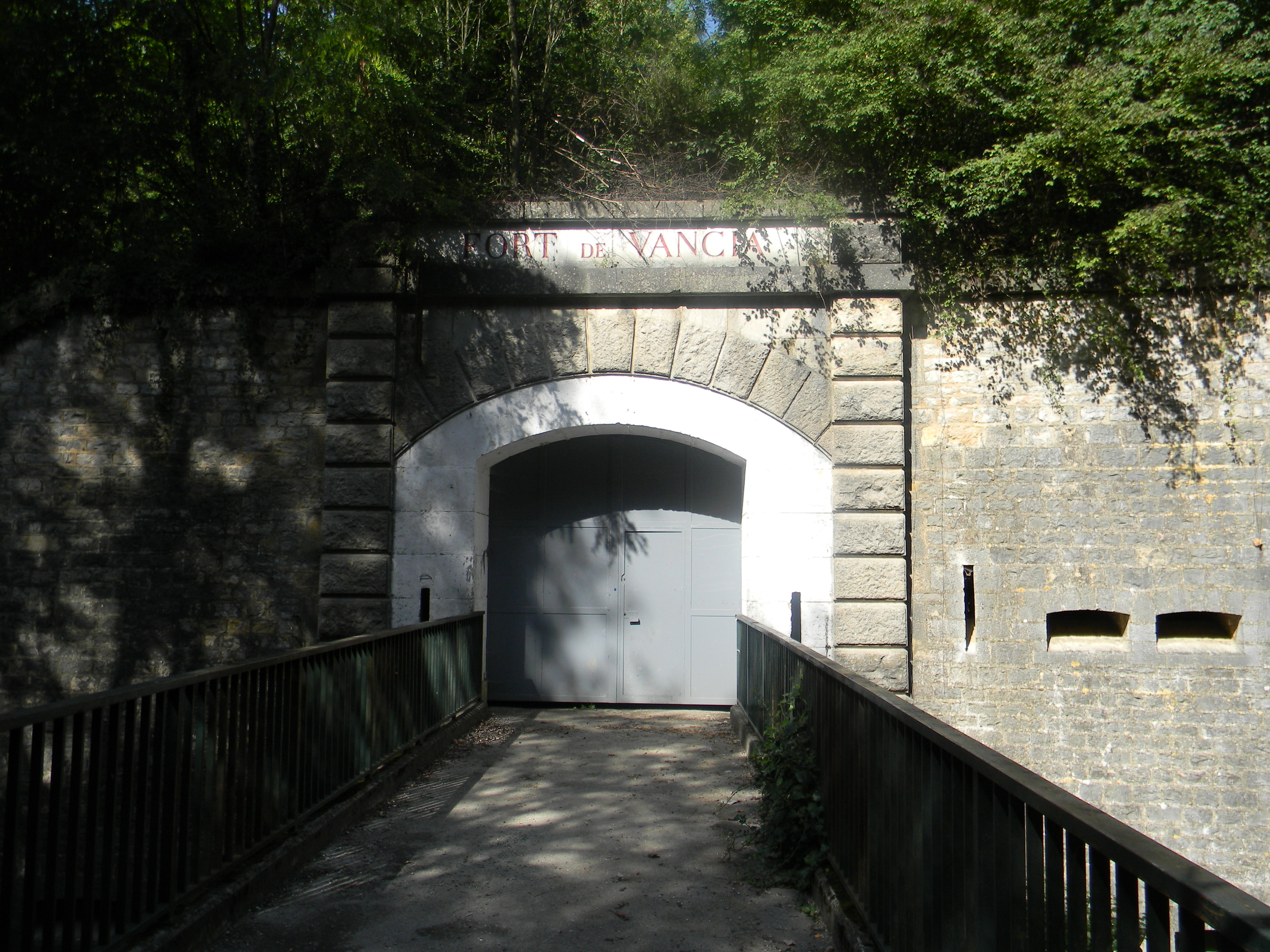
Le fort de Vancia.

- Le château Ranvier fut construit sur la même colline que l'église Saint-Denis, le château est construit au XIXe siècle par la famille Ranvier ; la commune en fait sa mairie en mars 1977.

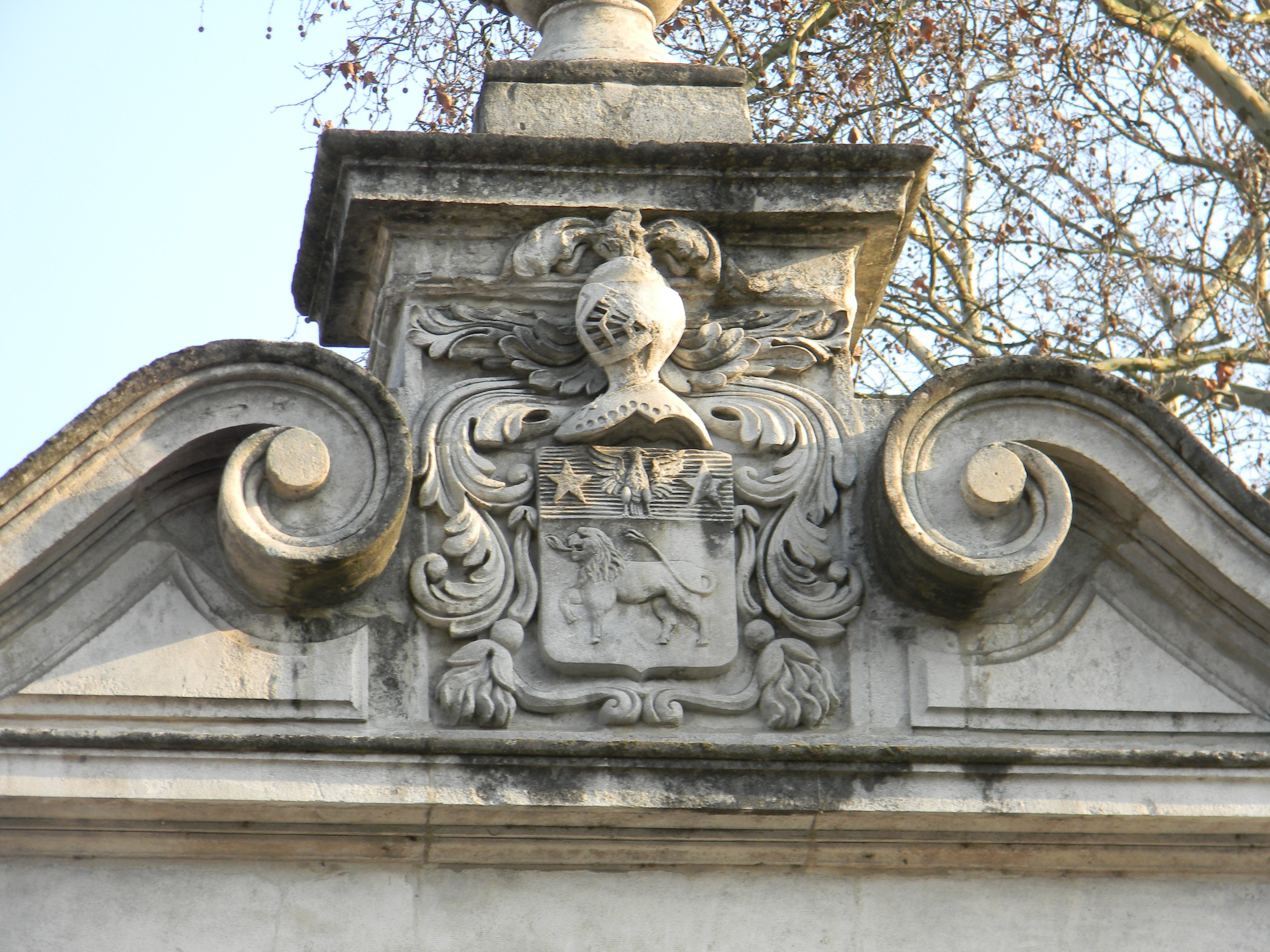
Les armoiries de Jean Pillehote à l'entrée du château de La Pape à Crépieux-la-Pape.

Le portail du château de la Pape, remanié au XVIIe siècle et restauré au XIXe siècle, à l'entrée du château, est orné du blason de la commune gravé dans la pierre ; il s'agit en fait des armoiries de Jean Pillehote qui le fit construire. La propriété passa de mains en mains jusqu'à Henri Germain en 1864. Le 23 juillet 1942, le château est vendu à l'association des « Compagnons de France », fondée en 1940 par Henry Dhavernas, qui en fait son siège. En octobre 1946, l'Éducation nationale y installe un centre d'apprentissage, puis le domaine est acheté par l'État le 4 mars 1954 qui y construit divers bâtiments dont l'actuel lycée professionnel Lamarque.

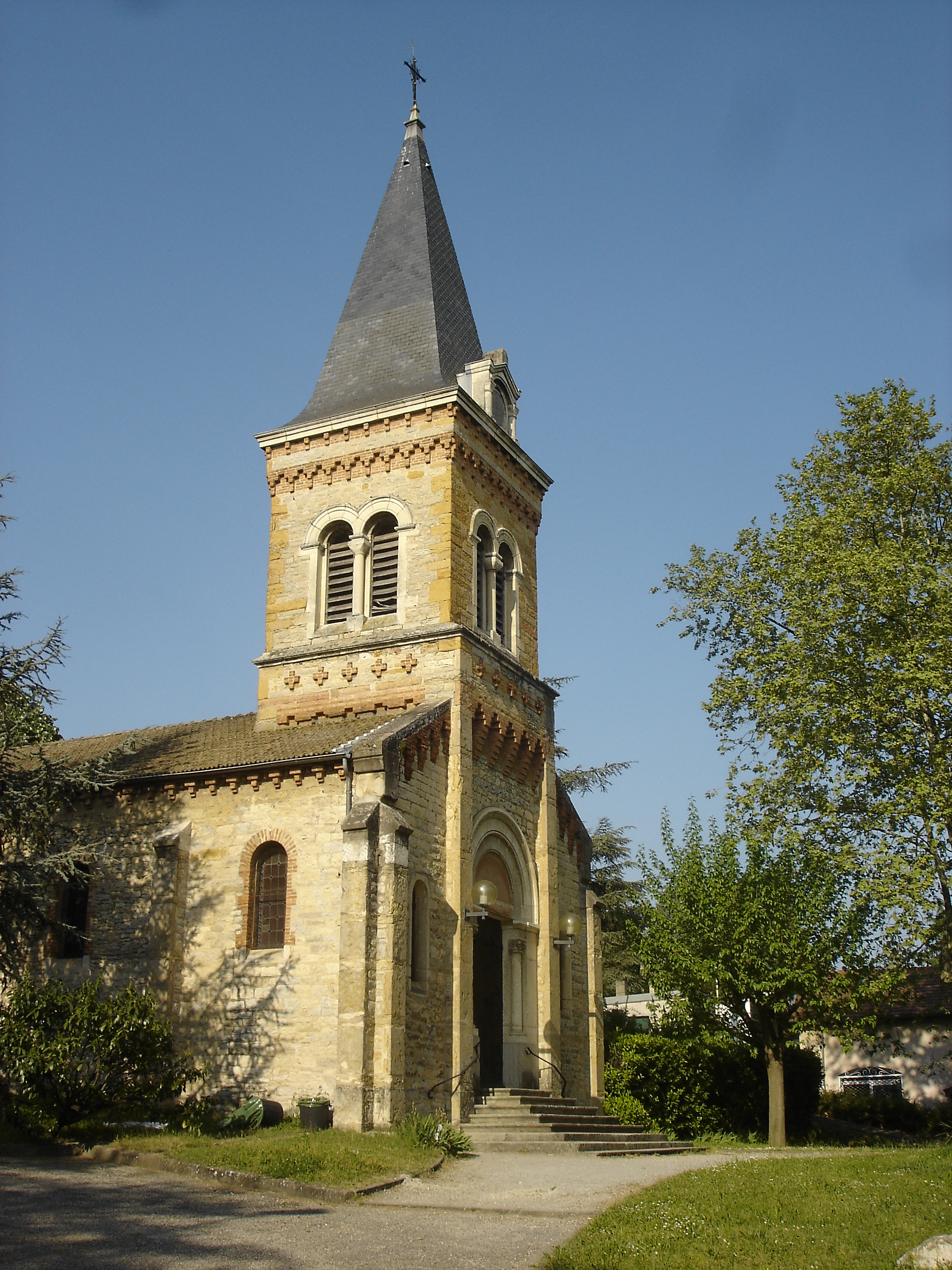
Église Saint-Jean-Marie-Vianney de Crépieux-la-Pape.

L'église Saint-Jean-Marie-Vianney fut édifiée sur un terrain acquis en 1868 par le sénateur et ancien maire de Lyon Édouard Réveil selon les plans de l'architecte Ferdinand Joseph Hippolyte Barqui, inaugurée le 6 juin 1869. Sa cloche est installée en octobre 1893.

### Espaces verts et fleurissement
En 2014, la commune de Rillieux-la-Pape bénéficie du label « ville fleurie » avec « deux fleurs » attribuées par le Conseil national des villes et villages fleuris de France au concours des villes et villages fleuris.

### Personnalités liées à la commune
- Henri Germain (banquier) (1824-1905), fondateur du Crédit Lyonnais, propriétaire et occupant du château de La Pape en 1864.
- Diego Brosset (1898 - 1944), général français, compagnon de la Libération, libérateur de Lyon.
- Georges Lamarque (1914 - 1944), résistant, mort pour la France, compagnon de la Libération.
- Jacky Darne (1944 - ), maire de la commune de 1995 à 2005.
- Joseph Rossignol (1952 - ), homme politique français natif de la ville.
- Renaud Gauquelin (1954 - ), maire de la commune de 2005 à 2014.
- Patricia Lavila (1957 - ), chanteuse française, ancienne élève du collège Maria Casarès.
- Hervé Riesen (1971 - ), animateur radio, ex-directeur de la station Mouv'.
- Hacine Cherifi (1967 -), ancien boxeur professionnel et champion du monde de sa catégorie.
- Dominique Daquin (1972 - ), joueur de volley-ball français.
- Virginie Girod (1983 - ), historienne.
- Cyril Dumoulin (1984 - ), gardien de handball de l'équipe de France.
- Jérémy Sapina (1985 - ), footballeur professionnel français natif de la ville.
- Loïc Rémy (1987 - ), footballeur professionnel français natif de la ville.
- Manon Brunet (1996 - ), escrimeuse française.
- menace Santana, rappeur originaire la ville.

(voir aussi Catégorie:Naissance à Rillieux-la-Pape)

### Héraldique et logotype

#### Héraldique
|  | Les armes de la commune de Rillieux-la-Pape se blasonnent ainsi : D'argent au taureau passant d'or à la tête de lion de gueules, au chef d'azur chargé d'une aigle d'argent accostée de deux étoiles du même. |

Ce sont en fait les armoiries de Jean Pillehote, propriétaire du château de la Pape au XVIIe siècle, que l'on retrouve sur le fronton du portail de celui-ci.

#### Logo
|  | Rillieux-la-Pape possède des armoiries dont l'origine et le blasonnement exact ne sont pas disponibles. |